# Lužar
Lužar je priimek v Sloveniji, ki ga je po podatkih Statističnega urada Republike Slovenije na dan 1. januarja 2017 uporabljalo 528 oseb.

## Pomembni nosilci priimka
- Alan Lužar, glasbenik
- Aprilija Lužar (*1963), slikarka, večmedijska umetnica
- Barbara Lužar (*1979), kulturologinja, sociologinja, filantropka
- Ferdo Lužar, generalni direktor RTV Ljubljana 1981-85
- Fortunat Lužar (1870—1939), šolnik, publicist
- Iztok Lužar, lutkar - animator (igralec)
- Janez Lužar, glasbenik
- Marjana Lužar (Kobelenski) (1972—2017), atletinja
- Sonja Lužar (1967—2014), stlistka, kostumografka (TV)
- Tanja Lužar (*1976), dramaturginja, performativna umetnica, lutkatrica
- Urška Lužar, pevka, specialna pedagoginja
- Vito Lužar, arhitekt